# Fion (Mali)
Fion is een gemeente (commune) in de regio Ségou in Mali. De gemeente telt 6500 inwoners (2009).
De gemeente bestaat uit de volgende plaatsen:
- Dorola
- Fion
- Kamiankoro
- Kononi
- Kotèbè
- Mantoura
- Pona